# Monumento a Catalina de Ribera

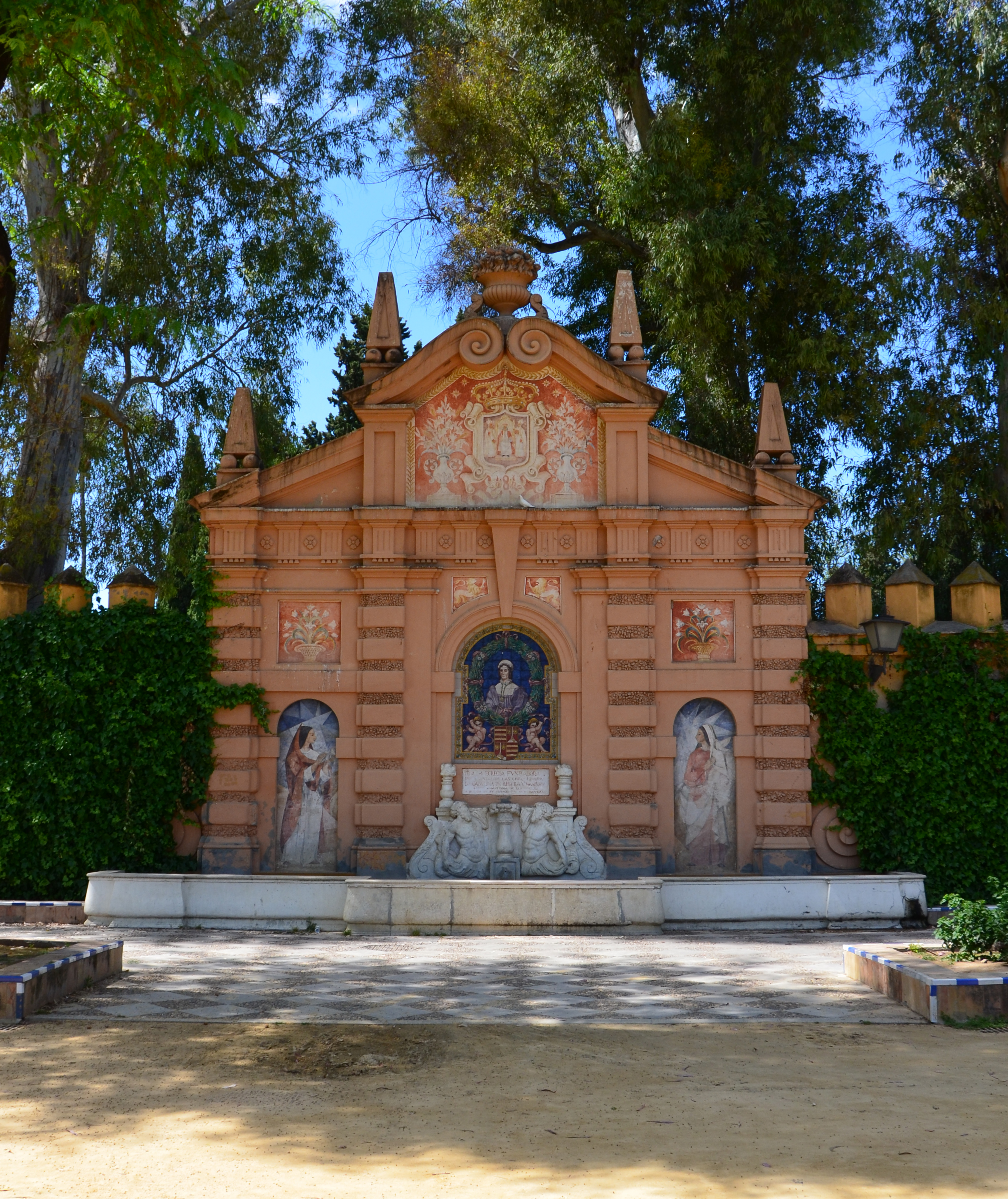
El monumento a Catalina de Ribera.

El monumento a Catalina de Ribera se encuentra en el paseo del mismo nombre de la ciudad de Sevilla, Andalucía, España. Es de 1921 y fue diseñado por Juan Talavera y Heredia. Consiste dos varios frescos, un azulejo con un retrato de Catalina y un bajorrelieve del siglo XVI. En la base del monumento hay una fuente.

## Características
Catalina de Ribera y Mendoza fue una noble del siglo XVI que ayudó económicamente a la fundación del Hospital de las Cinco Llagas de la ciudad. En 1895 la ciudad le puso su nombre a este paseo.
En 1921 se colocó este monumento a su persona, diseñado por Juan Talavera y Heredia. Se encuentra en el muro que separa este paseo de los Alcázares. Consta de varios elementos. En el segundo cuerpo hay un fresco con un escudo de la ciudad. En el centro del primer cuerpo hay un mural de azulejos realizado por Manuel de la Cuesta y Ramos con un retrato de Catalina y, a ambos lados, un par de frescos de José Luis Ruiz de la Vega con figuras humanas alegóricas que representan la fundación de aquel hospital. Debajo del retrato de Catalina hay una losa pétrea con un texto y, bajo esta, hay un bajorrelieve con dos seres mitológicos sosteniendo un jarrón con frutas.
El bajorrelieve se encontraba en una fuente del siglo XVI. En el siglo XVIII esta fuente se colocó en la plaza del pumarejo, creada por el caballero veinticuatro (equivalente a concejal) Pedro Pumarejo. Se mantuvo en dicha plaza hasta el siglo XIX, cuando se colocó en el asilo de niños Toribios.